# Episodi di Dance Academy (terza stagione)
La terza stagione di Dance Academy è stata trasmessa in Australia su ABC3 dall'8 luglio al 30 settembre 2013.
In Italia la stagione è stata trasmessa su Rai Gulp a partire dal 25 maggio 2019.
| nº | Titolo originale          | Titolo italiano             | Prima TV Australia | Prima TV Italia |
| -- | ------------------------- | --------------------------- | ------------------ | --------------- |
| 1  | Glue                      | Uniti                       | 8 luglio 2013      | 25 maggio 2019  |
| 2  | New Rules                 | Nuove regole                | 15 luglio 2013     | 25 maggio 2019  |
| 3  | Second Chances            | Seconde possibilità         | 22 luglio 2013     | 27 maggio 2019  |
| 4  | Short Cut Clause          | La teoria delle scorciatoie | 29 luglio 2013     | 27 maggio 2019  |
| 5  | Negative Patterns         | Rompere gli schemi          | 5 agosto 2013      | 28 maggio 2019  |
| 6  | Fake It Until You Make It | L'arte della finzione       | 12 agosto 2013     | 28 maggio 2019  |
| 7  | Graceland                 | Il mondo di Grace           | 19 agosto 2013     | 29 maggio 2019  |
| 8  | Traveling Light           | Viaggiare leggeri           | 26 agosto 2013     | 29 maggio 2019  |
| 9  | Don't Let Me Down Gently  | Non deludermi dolcemente    | 2 settembre 2013   | 30 maggio 2019  |
| 10 | N'Fektd                   | La sfida di Hip-Hop         | 9 settembre 2013   | 30 maggio 2019  |
| 11 | Start of an Era           | L'inizio di una nuova era   | 16 settembre 2013  | 31 maggio 2019  |
| 12 | The Perfect Storm         | La tempesta perfetta        | 23 settembre 2013  | 31 maggio 2019  |
| 13 | Not for Nothing           | Niente è stato inutile      | 30 settembre 2013  | 1 giugno 2019   |

## Uniti
- Titolo originale: Glue
- Diretto da: Ian Watson
- Scritto da: Samantha Strauss

### Trama
Il terzo anno è iniziato ormai da tre settimane e viene annunciato che sono disponibili tre ruoli nel corpo di ballo della produzione di Giselle. Tara scopre che Abigail non ha mai avuto una festa di compleanno e decide di organizzarle una festa a sorpresa per il suo diciottesimo compleanno. Christian non risulta essersi ancora iscritto all'Accademia e nessuno sa dove sia o come mettersi in contatto con lui. Abigail e Ollie, che sono partner di paus de deaux, iniziano a conoscersi meglio e si domandano se la ragione per cui Sam sia uscito con entrambi è dovuta al fatto che sono simili. Kat chiede a Miss Raine se può accelerare il suo secondo anno e diplomarsi in modo poi da poter finire il terzo anno insieme ai suoi amici.
- Altri interpreti: Tara Morice (Miss Raine), Kip Gamblin (Zach), Barry Otto (Sir Jeffrey), Alyssa McClelland (Rebecca Braithwaite), Mana Ogawa (Lily), Lauren Elton (Lulu)

## Nuove regole
- Titolo originale: New Rules
- Diretto da: Ian Watson
- Scritto da: Josh Mapleston

### Trama
Tara si reca a casa del padre di Christian per parlare col ragazzo e convincerlo a tornare a scuola. Il ragazzo, ancora afflitto per la morte di Sammy, si rifiuta di farlo preferendo passare le giornate con un gruppo di amici.
Ben, Tara e Grace si recano al Teatro dell'opera di Sydney per le prove per la Compagnia e fin da subito si ritrovano pieni di problemi: Grace viene quasi presa in giro per aver vinto l'anno prima il Prix, Tara appare impacciata nel ballo e Ben si scontra con gli altri ballerini che lo costringono ad utilizzare un ripostiglio come spogliatoio.
Intanto Abigail, arrabbiata e delusa per non essere stata scelta dalla Compagnia, decide di tentare altre strade realizzando un DVD promozionale con l'aiuto di Kat. Alla fine però deciderà di rinunciare alla cosa ma su consiglio di Miss Raine si prenderà del tempo per decidere se continuare o meno gli studi di danza.
Sir Jeoffrey comunica agli altri ballerini della Compagnia il ritorno di Saskia Duncan, con la quale Tara ebbe problemi l'anno precedente. La donna sembra essere ora profondamente cambiata ed interviene in aiuto dell ragazza quando Sir Jeoffrey la rimprovera duramente.
Realizzato che gli amici che frequenta non sono dei bravi ragazzi, Christian decide di tornare a Sydney per parlare con la sua amica Kayla. Non riesce a trovarla e dopo aver insegnato alcune mosse di hip hop ad un gruppo di ragazzini realizza che il suo futuro e nella danza e si presenta alla stanza di Tara.
- Altri interpreti: Tara Morice (Miss Raine), Barry Otto (Sir Jeffrey), Brooke Harman (Saskia Duncan), Alyssa McClelland (Rebecca Braithwaite), Jason Chong (Raf), Rohan Browne (Hugo), Cariba Heine (Isabelle), Arianne Putnam (Vesha), Matt Levett (Brick), Jesse Hyde (Maroubra Kid), Maia Henville (Giovane ragazza), Leroy Page (Christian Motorbike Double)

## Seconde possibilità
- Titolo originale: Second Chances
- Diretto da: Ian Watson
- Scritto da: Liz Doran

## La teoria delle scorciatoie
- Titolo originale: Short Cut Clause
- Diretto da: Ian Watson
- Scritto da: Kirsty Fisher

## Rompere gli schemi
- Titolo originale: Negative Patterns
- Diretto da: Ian Watson
- Scritto da: Samantha Strauss

## L'arte della finzione
- Titolo originale: Fake It Until You Make It
- Diretto da: Ian Gilmour
- Scritto da: Greg Waters

## Il mondo di Grace
- Titolo originale: Graceland
- Diretto da: Ian Gilmour
- Scritto da: Kirsty Fisher

### Trama
Kat inizia le riprese del film per il quale è stata scelta come protagonista ma si scontra con Jamie, il terzo assistente alla regia. Alla fine però i due hanno modo di migliorare i loro rapporti. Intanto prosegue il tour annuale della campagna dell'Accademia. Giunti in una città Ben, Grace e Christian partecipano alla tradizionale "sfida all'alba", una gara nella quale i concorrenti devono correre nudi, raccogliere tre capi di abbigliamento e fotografarsi dalla fontana. La competizione terminerà con l'arresto dei ragazzi da parte della polizia. Nonostante Ben cerchi di difenderla, Grace viene mandata a casa, e Zach annuncia che Ben e Christian si alterneranno il ruolo di Romeo nella rappresentazione, permettendo così a Christian di ballare con Tara.

## Viaggiare leggeri
- Titolo originale: Traveling Light
- Diretto da: Ian Gilmour
- Scritto da: Melina Marchetta

## Non deludermi dolcemente
- Titolo originale: Don't Let Me Down Gently
- Diretto da: Ian Gilmour
- Scritto da: Courtney Wise

## La sfida di Hip-Hop
- Titolo originale: N'Fektd
- Diretto da: Daniel Nettheim
- Scritto da: Liz Doran

## L'inizio di una nuova era
- Titolo originale: Start of an Era
- Diretto da: Daniel Nettheim
- Scritto da: Josh Mapleston

## La tempesta perfetta
- Titolo originale: The Perfect Storm
- Diretto da: Daniel Nettheim
- Scritto da: Samantha Strauss

## Niente è stato inutile
- Titolo originale: Not for Nothing
- Diretto da: Daniel Nettheim
- Scritto da: Samantha Strauss